# Стародавній месопотамський підземний світ

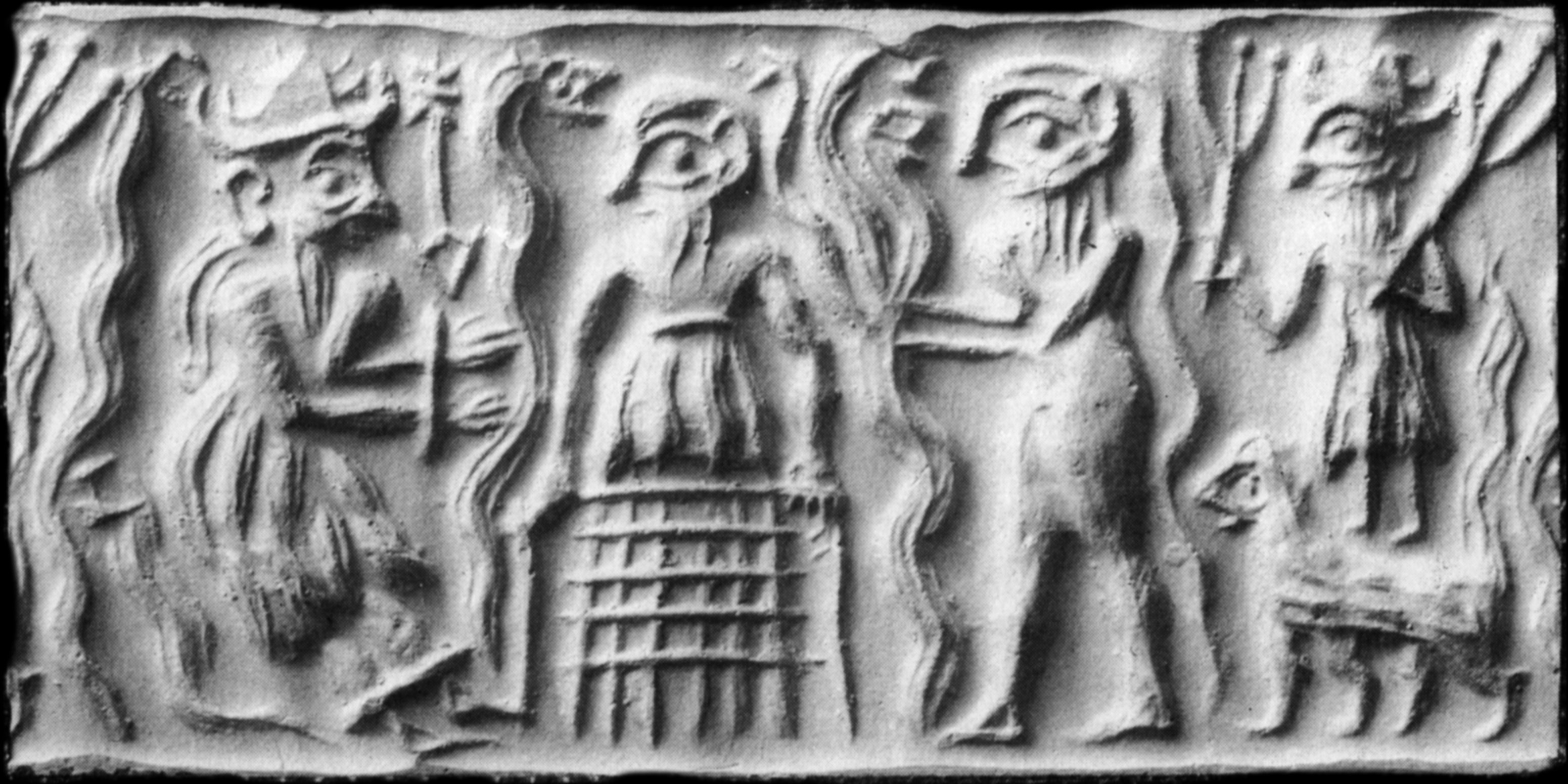
Давньошумерська циліндрична печатка. Зображує як бога Тамуза катують у підземному світі демонів галли

Стародавній месопотамський підземний світ, найчастіше відомий у шумерській мові як Кур, Іркалла, Кукку, Аралі чи Кігал, а в аккадській як Ершету, хоча в нього було багато імен обома мовами, це була темна, похмура печера, де вважали, що жителі продовжують «тіньову версію життя землі». Єдиною їжею чи напоєм був сухий пил, але члени сім'ї померлого розливали їм напої. На відміну від багатьох інших потойбічних життів стародавнього світу, в шумерському підземному світі не було остаточного вироку померлим, а мертві не були покарані, ні винагороджені за свої діяння за життя. Якість існування людини у підземному світі визначалося умовами його поховання.
Правителькою підземного світу була богиня Ерешкігаль, яка жила в палаці Ганзір, іноді використовувалася як назва самого підземного світу. Її чоловіком був або Гугаланна, «інспектор каналів Ану», або, особливо у пізніших історіях, Нергал, бог війни. Після Аккадського періоду (2334–2154 рр. е.) Нергал іноді брав він роль імператора підземного світу. Сім воріт підземного світу охороняє комір, якого шумно називають Неті. Бог Намтар діє як суккал Ерешкігаль, або божественний супутник. Вмираючий бог Думузид проводить півроку у підземному світі, а іншу половину його місце займає його сестра, богиня-писар Гештинанна, що записує імена померлих. Підземний світ також був місцем проживання різних демонів, включаючи жахливого пожирача дітей Ламашту, страшного демона вітру та бога-захисника Пазузу та Галлу, що вабило смертних у підземний світ

## Імена
Шумери мали велику кількість різних імен , які вони використовували для назви підземного світа, в тому числі Аралі, Іркалла, Кукку, Екур, Кігал і Ганзір.  Усі ці терміни пізніше були запозичені аккадською мовою.  В інший час підземний світ був відомий просто за словами, що означають  «земля», включаючи терміни « Кур» і « Кі» в шумерській мові та слово « ершету» в аккадській.  Якщо використовується для підземного світу, слово Кур зазвичай означає «земля»,    але іноді це значення змішується з іншим можливим значенням слова Кур як «гора». .  Клинопис для Кур був написаний ідеографічно за допомогою клинописного знака 𒆳, піктографом гори.  Іноді підземний світ називають «землею без повернення», «пустелею» або «нижнім світом».  Найпоширеніша назва землі та підземного світу в аккадській мові — ершету,  але інші назви підземного світу включають: ammatu, arali / arallû, bīt d dumuzi ( «Дім Думузі »), danninu, erṣetu la târi («Земля без повернення»), ganzer / kanisurra, ḫaštu, irkalla, kiūru, kukkû («темрява»), kurnugû («Земля без повернення»), lammu, mātu šaplītu і qaqqa 

## Умови

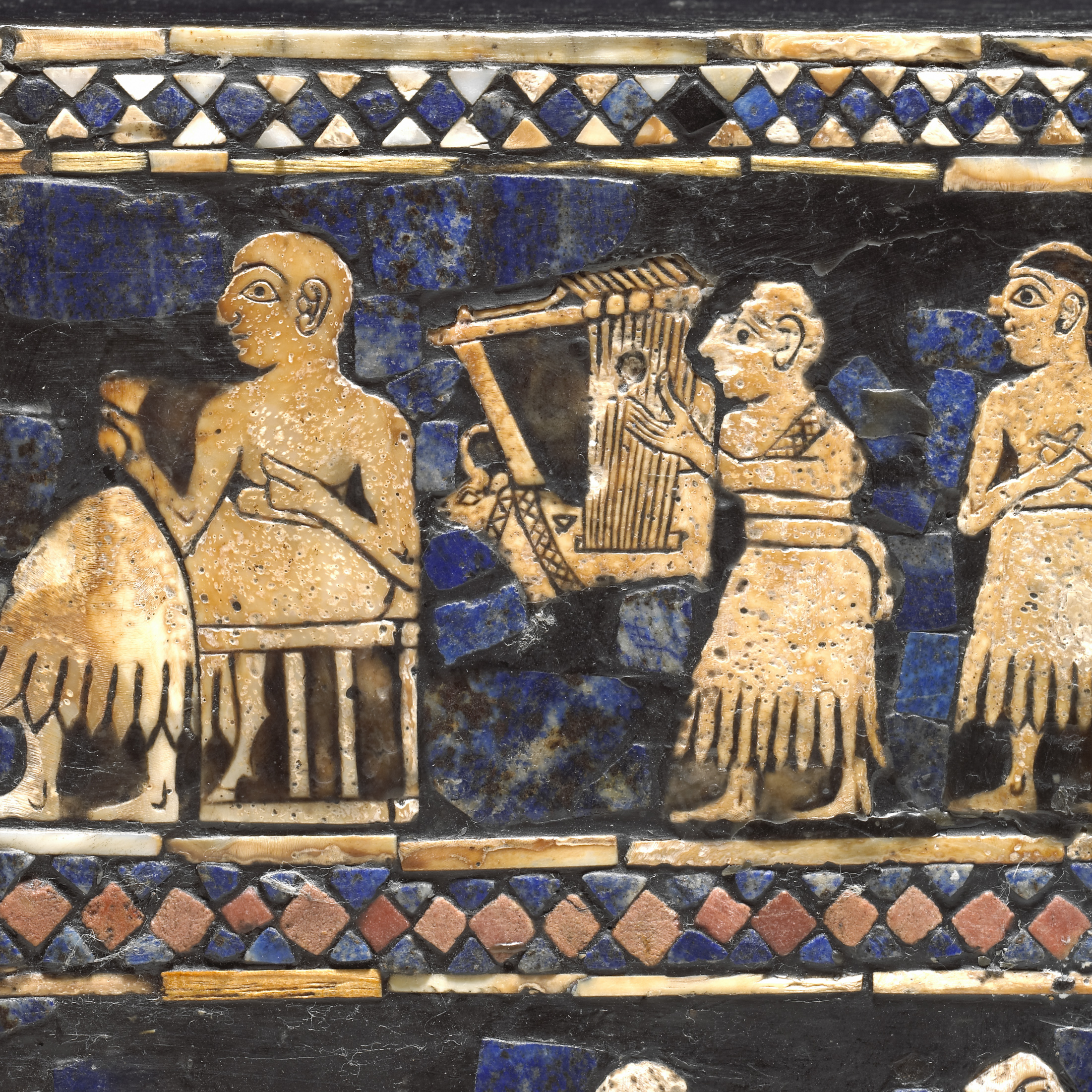
Фрагмент панелі «Світ» стандарту Ура з королівського цвинтаря в Урі, на якому зображений чоловік, що грає на лірі. Шумери вірили, що для високопоставлених людей музика може полегшити похмурі умови підземного світу.

Усі душі йшли в одне потойбічне життя,   і дії людини під час життя ніяк не впливали на те, як з нею ставитимуться в майбутньому світі.  На відміну від давнього єгипетського потойбічного життя, не було процесу судження чи оцінки померлого;  вони просто з’являлися перед Ерешкігаль, яка оголосила їх мертвими  а їхні імена були записані богинею- писарем Гештінанною .  Душі в Кур, як вважають, не їсти нічого, крім сухої пилу  а члени сім'ї покійного ритуально заливали у лібацію покійника, і давали  глиняну трубку, тим самим дозволяючи мертвим пити.  З цієї причини вважалося, що важливо мати якомога більше нащадків, щоб вони могли продовжувати давати пиття для померлого протягом багатьох років.  Ті, хто помер без нащадків, страждали найбільше в підземному світі, бо їм взагалі не було чого пити,  і вважалося, що вони переслідують живих.  Іноді мертвих описують як голих або одягнених у пір'я, як птахів. 
Тим не менш, існують припущення, згідно з якими скарби в багатих могилах були призначені як підношення для Уту і Ануннаків, щоб померлий отримував особливі умови в підземному світі.  За часів Третьої династії Ура ( прибл. 2112 – прибл. 2004 до н. е.) вважалося, що поводження з людиною в потойбічному житті залежить від того, як її поховали; до тих, кому зробили розкішні поховання, ставилися б добре,  але з тими, кому провили поховання погано, поводилися погано.  Ті, хто не отримав належного поховання, наприклад ті, хто загинув у пожежах і чиї тіла були спалені, або ті, хто помер один у пустелі, взагалі не існують у підземному світі, а просто перестають  існувати.  Шумери вірили, що для високопоставлених людей музика може полегшити похмурі умови підземного світу. 

## Географія
Вважалося, що вхід до Кур знаходиться в горах Загрос на далекому сході. Сходи вели вниз до воріт підземного світу. Сам підземний світ зазвичай розташований навіть глибше, ніж Абзу, прісна водойма, яка, на думку стародавніх месопотамців, лежить глибоко під землею. В інших, суперечливих традиціях,  він розташований у віддаленому та недоступному місці на землі, можливо, десь на далекому заході.  На цю альтернативну традицію натякає той факт, що підземний світ іноді називають «пустелею»  і той факт, що  річки, розташовані далеко від Шумеру,  називають «річкою підземного світу». Вважалося, що підземний світ має сім воріт, через які душа повинна пройти.  Усі сім воріт були захищені засувами.  Воротником був бог Неті.  Суккалом Ерешкігаля, або посланцем, був бог Намтар.  Палац Ерешкігаль був відомий як Ганзір.
Вважалося, що вночі бог сонця Уту подорожує підземним світом, мандруючи на схід, готуючись до сходу сонця. Одина Шумерська літературна робота посилається на Уту що висвітлює підземний світ і виносить судження там, а Шамаш Гімн 31 (BWL 126) стверджує, що Уту служить суддею мертвих у підземному світі поряд з Малку, Кусу, і Анукакі.  Вважалося, що на своєму шляху через підземний світ Уту проходив через сад бога сонця  у якому були дерева, які приносили дорогоцінні самоцвіти як плоди. Шумерський гімн « Інанна та Уту» містить етіологічний міф, у якому сестра Уту Інанна благає свого брата Уту відвезти її в Кур  щоб вона скуштувала плод дерева, який там росте,  що розкрити їй всі секрети сексу.  Уту підкоряється, і в Курі Інанна куштує плід і дізнається про секс.

## Мешканці

### Ерешкігаль і родина

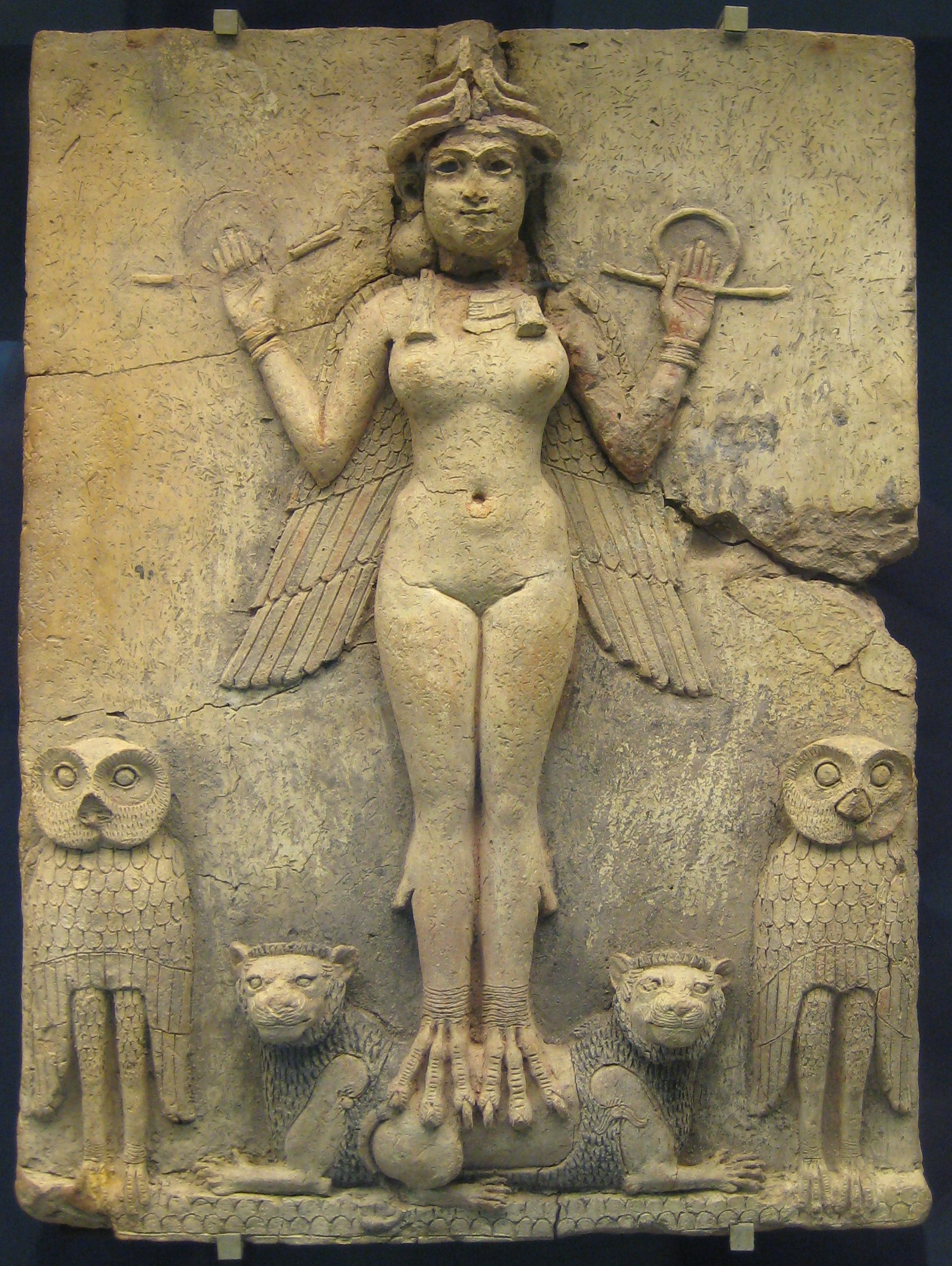
« Королева нічного милосердя » (прибл. дев’ятнадцяте або вісімнадцяте століття до н.е.), яка, як вважають, представляє або Ерешкігаль, або її молодшу сестру Інанну.

Стародавні месопотамці вважали, що деякі божества мешкають у підземному світі.  Царицею підземного світу була богиня Ерешкігаль.    Вважалося, що вона жила в палаці, відомому як Ганзір.  У попередніх історіях її чоловіком є Гугаланна  але в пізніших міфах її чоловіком є бог Нергал .   Її воротарем був бог Неті  а суккал — бог Намтар .  У вірші «Спуск Інанни в підземний світ» Ерешкігаль описується як «старша сестра Інанни». 
Гугаланн — перший чоловік Ерешкігаль, королеви підземного світу.  Його ім'я, ймовірно, спочатку означало «інспектор каналів Ан»  і він може бути лише альтернативним ім'ям для Енугі.  Син Ерешкігаль і Гугаланни — Ніназу.  У «Спуску Інанни в підземний світ» Інанна розповідає воротареві Неті, що вона спускається у підземний світ, щоб бути присутнім на похороні «Гугаланни, чоловіка моєї старшої сестри Ерешкігаль».
Під час Аккадського періоду ( прибл. 2334 – 2154 рр. до н.е.) роль Ерешкігаль як правителя підземного світу було призначенио Нергалу, богу смерті.   Аккадці намагалися гармонізувати це подвійне правління підземним світом, зробивши Нергал чоловіком Ерешкігаль.  Нергал — божество, яке найчастіше ідентифікують як чоловіка Ерешкігаль.  Його також пов’язували з лісовими пожежами (і ототожнювали з богом вогню Гібілом  ), лихоманками, чумою та війною.  У міфах він спричиняє руйнування та спустошення. 
Ніназу — син Ерешкігаля та батько Нінгішзіди .  Він тісно пов'язаний з підземним світом. Йому в основному поклонялися в Ешнунні протягом третього тисячоліття до нашої ери, але пізніше він був витіснений хурритським богом шторму Тішпаком.  Богу на ім’я «Ніназу» також поклонялися в Енегі на півдні Шумеру  але це може бути інший місцевий бог з тим самим ім’ям.  Його божественним звіром був Мушхушшу, різновид дракона, якого пізніше передали Тішпаку, а потім Мардуку. 
Нінгішзіда — бог, який зазвичай живе в підземному світі. Він син Нінадзу, і його ім'я етимологічно походить від фрази, що означає «Володар Доброго Дерева».  У шумерській поемі «Смерть Гільгамеша» герой Гільгамеш помирає і зустрічає Нінгішзіду разом із Думузідом у підземному світі.  Гудеа, шумерський цар міста-держави Лагаш, шанував Нінгішзіду як свого особистого захисника.  У міфі про Адапе, Думузід і Нінгішзіде описується як охоронні ворота найвищого Неба.  Нінгішзіда був пов'язана із сузір'ям Гідри . 

### Інші божества підземного світу

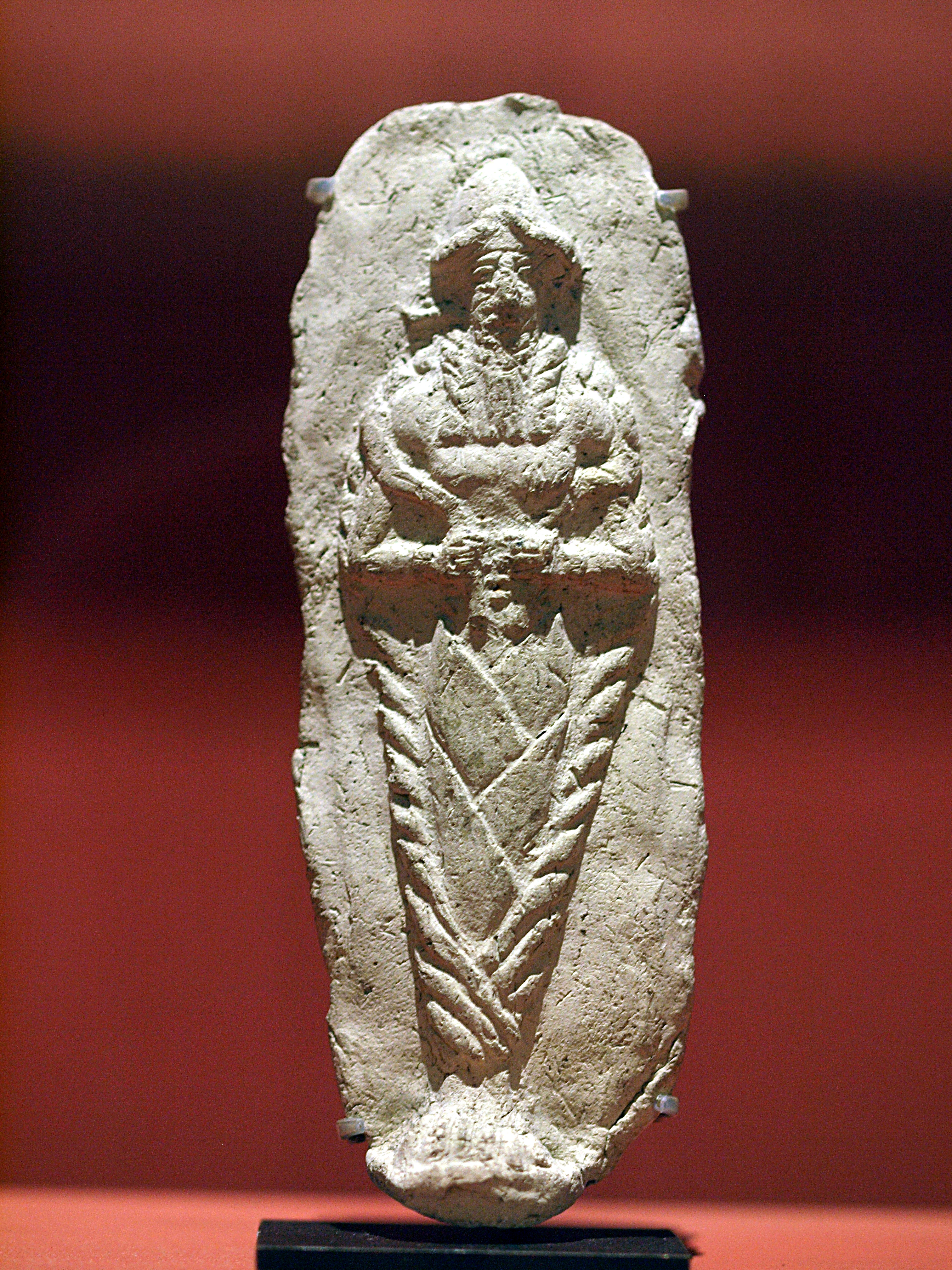
Теракотова табличка, що датується періодом амореїв (прибл. 2000–1600 рр. до н.е.), на якій зображено мертвого бога (ймовірно, Думузіда), який спочиває у своїй труні

Думузід, пізніше відомий як Таммуз, є стародавнім месопотамським богом пастухів  і основний чоловік богині Інанни.  Його сестра — богиня Гештінанна.   Окрім того, що Думузід був богом пастухів, він також був сільськогосподарським божеством, пов’язаним із зростанням рослин.   Стародавні народи Близького Сходу асоціювали Думузид з весною, коли земля була родюча і багата,   але в літні місяці, коли земля була суха і безплідна, вважалося, що Думузид був "мертвим".   Протягом місяця , який припадав на середину літа, люди по всьому Шумеру оплакували його смерть.   Величезна кількість популярних історій циркулювало по всьому Близькому Сходу навколо його смерті. 
Гештінанна —  богиня сільського господарства, іноді її пов'язують з тлумаченням снів .  Вона сестра Думузида, бога пастухів.  В одній історії вона захищає свого брата, коли демони галли приходять, щоб затягнути його в підземний світ, ховаючи його послідовно в чотирьох різних місцях.  В іншій версії історії вона відмовляється розповісти галлам, де він ховається, навіть після того, як вони її катують.  Галли зрештою забирає Думузіда після того, як його зраджує неназваний «друг»,  але Інанна постановлює, що він і Гештінанна будуть чергуватися місцями кожні шість місяців, кожен з яких буде проведе півроку в підземному світі, а інший залишиться в раю. Перебуваючи в підземному світі, Гештінанна служить писарем Ерешкігаля.
Лугал-ірра і Месламта-еа — це набір богів-близнюків, яким поклонялися в селі Кісіга, розташованому на півночі Вавилонії .  Їх вважали охоронцями дверних отворів  і спочатку їх уявляли як групу близнюків, що охороняють ворота підземного світу, які рубали мертвих на шматки, коли вони проходили крізь ворота. Під час неоассирійського періоду (911 до н.е.–609 до н.е.) невеликі зображення їх були поховані біля входів  з Лугаль-ірра який завжди ліворуч, а Месламта-еа завжди праворуч.  Вони ідентичні і зображені в рогатих шапках і кожен тримає сокиру та булаву.  Їх ототожнюють із сузір'ям Близнюків, яке названо на їх честь.
Неті є воротарем підземного світу.  В історії про сходження Інанни в підземний світ, він веде її через сім воріт підземного світу,   знімаючи по  одному елементу з її одягу на кожній брамі, і коли вона прийшла до Ерешкігаль, вона була оголеною і символічно безсильною.   Белет-Сері — хтонічна богиня підземного світу, яка, як вважалося, записувала імена померлих, коли вони входили в підземний світ.  Енмесарра — другорядне божество підземного світу.  Вважалося, що сім чи вісім інших другорядних божеств були його нащадками.  Його символом був сушшуру (різновид голуба ).  В одному заклинанні Енмесарра і Нінмешарра, його двійниця-жінка, згадуються як предки Енкі і як первісні божества.  Енугі — «інспектор каналів богів».  Він син Енліля або Енмесарри  а його дружина — богиня Нанібгал .  Він пов'язаний з підземним світом  і він може бути Гугаланною, першим чоловіком Ерешкігаль, під іншим ім'ям. 

### Демони
Стародавні месопотамці також вірили, що підземний світ був домом для багатьох демонів,  яких називають «нащадками аралі ».  Ці демони іноді могли залишати підземний світ і тероризувати смертних на землі.  Один клас демонів, які, як вважалося, живуть у підземному світі, були відомі як галла ;  їх головною метою,  було перетягнути нещасних смертних назад у Кур.  Вони часто згадуються в магічних текстах,  і деякі тексти описують їх як сімох демонів.  Кілька віршів, що дійшли до нас, описують, як гали тягнуть бога Думузіда в підземний світ.  Однак, як і інші демони, галла також могла бути доброзичливою  і в гімні короля Гудеа з Лагаша ( прибл. 2144 – 2124 до н.е.) малий бог на ім’я Іг-аліма описується як «великий галла». Гірсу ».  Демони не мали культу в месопотамській релігійній практиці, оскільки демони «не знають їжі, не знають пиття, не їдять  борошна і не п’ють поливань». 
Ламашту була демонічною богинею з «головою лева, зубами осла, голими грудьми, волохатим тілом, руками (з кров’ю?), довгими пальцями й нігтями, а також ногами Анзу ».  Вважалося, що вона харчується кров'ю людських немовлят  і її часто звинувачують як причину викиднів і смертей у ліжечках .  Хоча Ламашту традиційно ідентифікували як демонісу,  той факт, що вона могла заподіяти зло самостійно без дозволу інших божеств, переконливо вказує на те, що вона вважалася власною богинею.  Месопотамські народи захищалися від неї за допомогою амулетів і талісманів .  Вважалося, що вона їздила на своєму човні по річці підземного світу  і була пов’язана з ослами.  Говорять також , що вона була дочкою Ана . 
Пазузу — король злих демонів вітру, який був добре відомий вавилонянам та ассирійцям протягом першого тисячоліття до нашої ери. Зазвичай його зображували «з обличчям яке нагадувало собаку, з аномально випнутими очима, лускатим тілом, пенісом з головою змії, кігтями птаха та зазвичай крилами».  Вважалося, що він був сином бога Ханбі. Зазвичай його вважали злом,  але іноді він міг бути благодійною сутністю, яка захищала від вітрів, що приносили хвороби і вважалося, що він здатний змусити Ламашту повернутися до підземного світу. Амулети з його зображенням розміщувалися в житлах, щоб захистити немовлят від Ламашту, а вагітні жінки часто носили амулети з його головою як захист від неї.
Ім’я Шул-па-е означає «юнацький блиск», але його не уявляли як юнацького бога.  Згідно з однією традицією, він був чоловіком Нінхурсага, традиція, яка суперечить звичайному зображенню Енкі як дружини Нінхурсага.   В одній шумерській поемі Шхул-па-е приносять підношення в підземному світі, а в пізнішій міфології він був одним із демонів підземного світу. Диявол правитель усіх демонів.. 

## Дивись також
- Стародавня месопотамська релігія
- Привиди в месопотамських релігіях
- Шумерська релігія
- Світ темряви